# كاغايان
كاغايان (بالإنجليزية: Cagayan)‏ هي محافظة تقع في الفلبين في وادي كاغيان. يقدر عدد سكانها بـ 1,124,773 نسمة ومساحتها 9,295.75 كم2 .